# Bremanger
Bremanger è un comune norvegese della contea di Vestland.